# 벤트 (영화)
《벤트》(영어: Bent)는 영국과 일본에서 제작된 숀 머사이어스 감독의 1997년 전쟁 드라마 영화이다. 동명의 1979년 희곡에 기반을 두었다. 클라이브 오언 등이 출연하였고, 딕시 린더 등이 제작에 참여하였다.

## 출연
- 클라이브 오언 - 맥스 역
- 로테르 블뤼토 - 호스트 역
- 이언 매켈런 - 프레디 역
- 브라이언 웨버 2세
- 니콜라이 코스테르발다우 - 울프 역
- 믹 재거 - 그레타 역
- 주드 로
- 폴 베터니
- 레이철 바이스 - 매춘부 역

## 기타 제작진
- 공동 제작: 숀 머사이어스, 마틴 셔먼
- 배역: 앤디 프라이어
- 미술: 스티븐 브림슨 루이스